# Federico Fernández de Castillejo
Federico Fernández de Castillejo Jiménez (Córdoba, 10 de diciembre de 1899 – Madrid, 26 de septiembre de 1980). Político de la Segunda República, militar, abogado, escritor e historiador.

## Biografía
Hijo del abogado y político José Fernández Jiménez, natural de Zuheros, quien fuera diputado a Cortes en cinco legislaturas, fundador del partido Fernandista, gobernador de Sevilla y alcalde de Córdoba, y de Josefa Castillejo de la Fuente de Dávila, natural de Fuente Obejuna, Córdoba.
Fernández de Castillejo realiza sus primeros estudios en Córdoba, siendo a los catorce años bachiller y profesor Normal. A los veinte años presta servicios como teniente en el ejército de España en Marruecos, en la campaña del Rif, y a los veinticinco obtiene el grado de capitán de Estado Mayor. Poco después recibe el título de abogado y comienza a distinguirse ante los tribunales de Madrid y Sevilla por su gran preparación. El 6 de diciembre de 1929 contrae matrimonio con la aristócrata sevillana María Taviel de Andrade Cavaleri.
Al proclamarse la Segunda República, es designado, con tan sólo 31 años, gobernador civil de Valencia, cargo que ejerce durante junio y julio de 1931, ya que en las elecciones del 28 de junio de ese mismo año saldría elegido diputado a las Cortes Constituyentes por Sevilla por la Derecha Liberal Republicana, partido liderado por Niceto Alcalá-Zamora y que en agosto de 1931 pasó a denominarse Partido Republicano Progresista. Por incompatibilidad de cargos, al ser nombrado diputado hubo de renunciar al de vocal de la Junta Provincial de Beneficencia Particular de Sevilla.
Durante este período Fernández de Castillejo formó parte del nuevo Comité Nacional y ostentó el cargo de secretario de la minoría parlamentaria progresista. Castillejo fue también, durante la legislatura de 1931, vocal suplente del Tribunal de Garantías Constitucionales. Participó asimismo con la delegación sevillana en la elaboración del Proyecto de Bases para la Autonomía de Andalucía el 29-30 de enero de 1933, y ese mismo año, en las elecciones del 19 de noviembre, resulta elegido nuevamente diputado por el Partido Republicano Progresista por la circunscripción de Córdoba. En su toma de posesión como diputado, el 30 de diciembre de 1933, renunció al cargo de director general de Agricultura para el que había sido nombrado y que había venido ejerciendo en los meses anteriores, optando así por el de diputado. Durante esta segunda legislatura, Fernández de Castillejo fue Vicesecretario de la Comisión de Agricultura y Vicesecretario de la Comisión de Guerra, así como titular de la Comisión encargada de investigar la denuncia de Antonio Nombela, más conocido como “escándalo Nombela”. A finales de 1935, Fernández de Castillejo fue nombrado subsecretario de Obra Públicas, tomando posesión del cargo el 20 de diciembre. Por último, tras las elecciones de febrero de 1936, en que de nuevo fue elegido diputado por Córdoba por el Partido Republicano Progresista, Castillejo ocupó el cargo de Vicesecretario de la Comisión de Agricultura, además de ser titular de la Comisión de Guerra y suplente de las Comisiones de Gobernación y del Tribunal de Cuentas.

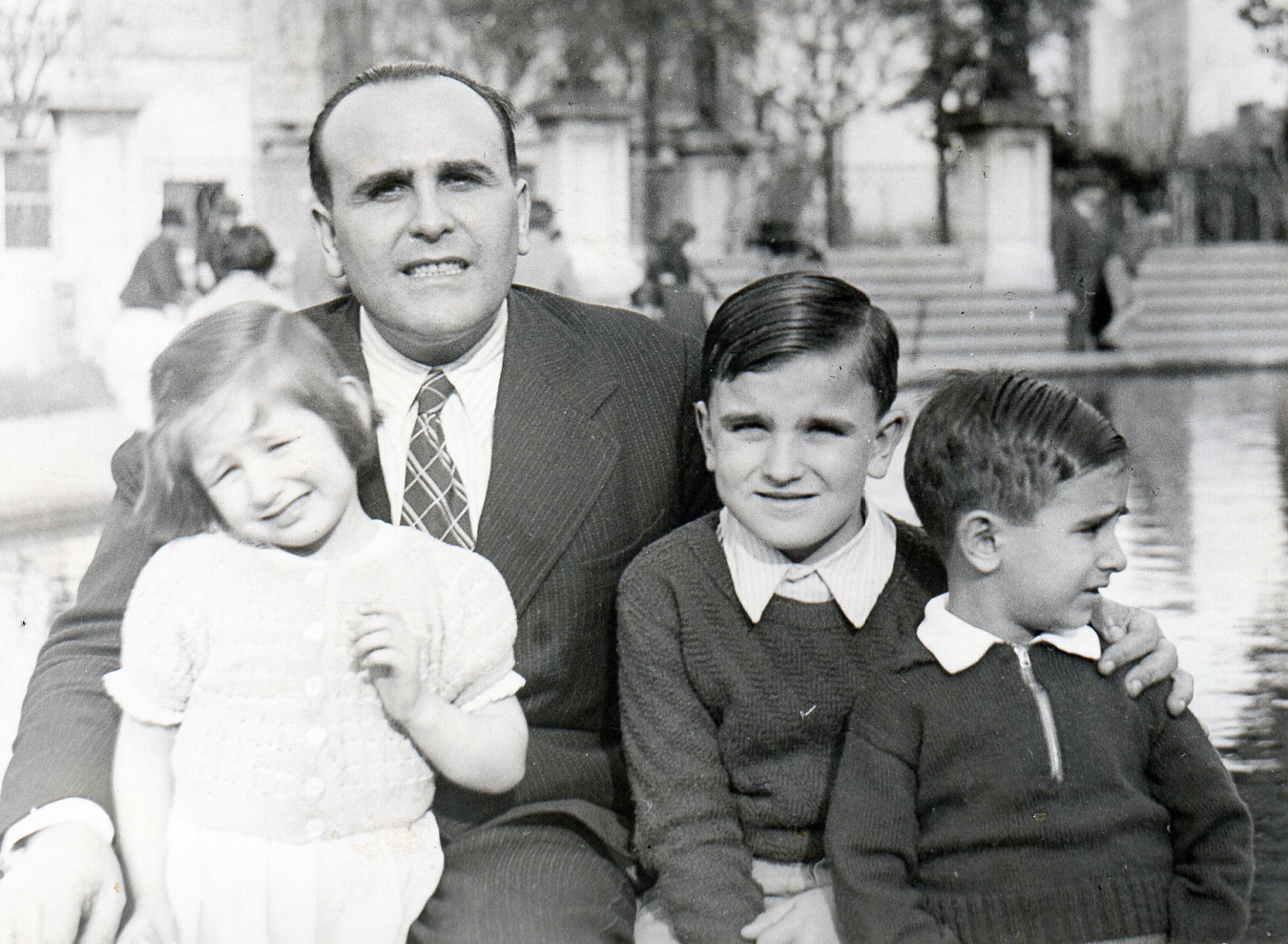
Federico Fernández de Castillejo junto a sus hijos, José Luis, Federico y María Fernández de Castillejo Taviel de Andrade en Buenos Aires, Argentina.

## Ideal republicano

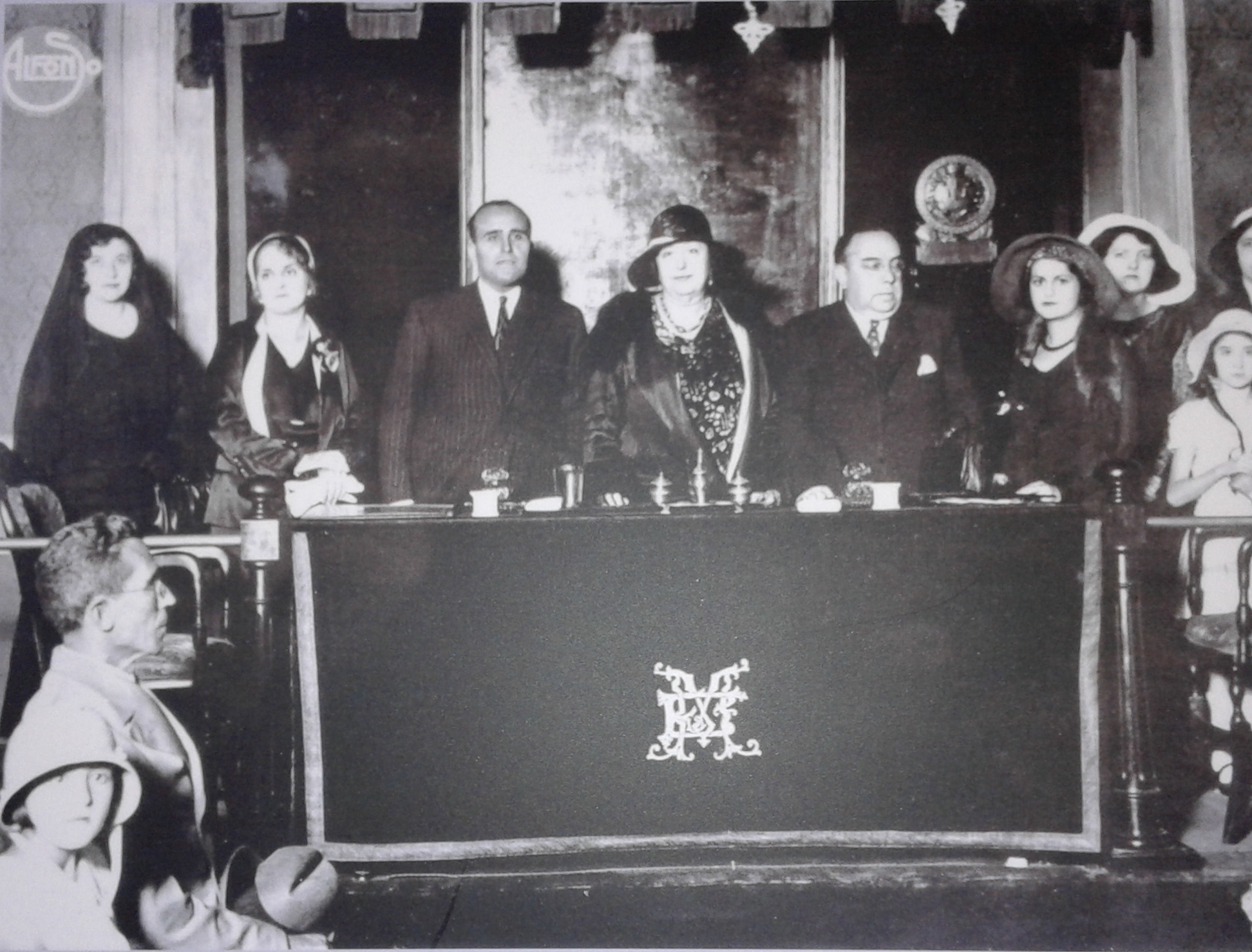
En el marco de una acto de la Sociedad de Amigos del País, en plena campaña en favor de la ley del divorcio que sería aprobada unos meses más tarde, aparecen Carmen de Burgos, y los diputados César Juarros y Federico Fernández de Castillejo junto a otros acompañantes.

La intervención parlamentaria de Federico Fernández de Castillejo del 7 de abril de 1936, apenas unos meses antes del estallido de la guerra civil, es un modelo de civismo, de templanza, de sensatez y de adhesión a la República y el que posiblemente sea el episodio más revelador de la lealtad y adhesión de Fernández de Castillejo al presidente Niceto Alcalá-Zamora y a su ideal republicano. Este discurso se produjo con motivo de la controversia sobre la disolución de las Cortes y en defensa de Alcalá-Zamora el día en que 238 diputados votarían a favor de la destitución del presidente, 174 abandonaron la Cámara –fue éste el caso de Castillejo por los motivos que él mismo explica y que a continuación veremos- o estaban ausentes y 5 votaron en contra. Para la destitución del presidente se requería mayoría absoluta de los 417 diputados que conformaban la cámara, es decir 209 votos, por lo que Alcalá-Zamora resultó destituido tras casi 5 años en el cargo.
Estos son algunos extractos de ese alegato para la historia, casi profético, pronunciado por Castillejo ante la cámara aquel 7 de abril de 1936, ejemplo último de lealtad en un momento de trascendencia histórica, que no deja lugar a dudas sobre la lucidez, la rectitud y el talante democrático del diputado y abogado cordobés, aunque evitaremos deliberadamente adentrarnos en la extensa fundamentación jurídica de su exposición:
| DISCURSO COMPLETO (texto desplegable ->): Comprenderán los Sres. Diputados que en este instante del debate ha de ser brevísima mi intervención, pero obligada en este momento histórico para fijar una actitud de este grupo de representantes de la Nación ante la resolución que las Cortes van a adoptar. No he de repetir, yo menos que nadie, porque lo haría con palabra más torpe y con autoridad más disminuida, todos los argumentos aquí sustentados para que nuestra actitud quede justificada, primero, oponiéndonos a la proposición no de ley que defendió el Sr. Prieto y que planteó este grave problema en la sesión del viernes pasado; después, para justificar el no implicarnos ni aun con la presencia para un voto contrario en la resolución sobre la segunda proposición que hoy aquí se debate, que supone una extralimitación legal. (...) (...) pero yo he de deciros, con mi responsabilidad y mi preocupación republicana –pertenezco a un grupo modestísimo, si queréis, pero que coadyudó como el que más al advenimiento de la República y que tiene demostrado su amor a ésta, a la libertad y a las instituciones democráticas-, que no me importa tanto, importándome mucho, la destitución, de esta forma monstruosa e ilegal, del presidente, como el daño que causáis al interés de la República. Si no miráramos a otras cosas más altas y sí al interés más chico y mezquino de nuestro partido, quizá nos agradara el acto que vais a realizar. No me importa ni me preocupa tanto esa destitución de la persona que trajo la República a España y que encarna la más alta magistratura de la Nación, aunque en estos momentos, en que el horizonte está preñado de inquietudes, es una garantía por su valer, civilidad y patriotismo para muchos ciudadanos españoles, como el acto que realizan las Cortes mismas, que yo llamo, con todos los respetos, golpe de Estado, movimiento convencional. Iniciáis un golpe de Estado. ¿Quién garantiza que este primero sea el último? Podíamos, aun en la corta vida de nuestro régimen democrático republicano, haber aprendido que los errores y las injusticias se pagan. Precisamente vuestro triunfo electoral, esa mayoría, que yo reputo legítima totalmente, aunque innecesariamente quizá, pensando en un artículo de la Constitución, en el 82, haya querido aumentarse con injusticias postelectorales tremendas y hayáis empañado así la autoridad que deberíais tener. Yo os digo que lo que más me preocupa, señores, es que no habéis recogido la lección de que los errores y las injusticias las acusa la democracia, atenta y viviente, por fortuna, de nuestro país, y vosotros, señores, compañeros y amigos republicanos, habéis, para atropellar la más alta magistratura de la República, vulnerado un artículo de la Constitución; gravísimo acto. No nos engañemos; digamos ya aquí, en el hemiciclo, cara al país, lo que no ocultamos en los pasillos: queréis desprenderos del jefe de Estado porque créeis que no interpreta, que no sirve, desde vuestro punto de vista, los intereses de vuestra política. Muy bien; admitámoslo. Pues id por el camino del artículo 82, porque no es lo mismo obtener una cosa por un procedimiento que por otro. La obtención de una cosa por un procedimiento puede ser lícita; por otro, puede ser un delito. Pedir dinero es ejercer un derecho, el derecho de petición; obtenerlo con el revólver en la mano, es un delito. Vosotros váis, por el mismo procedimiento, a separar al jefe del Estado. (...) Lo único que os digo, Sres. Diputados, es que vosotros queréis la destitución del Jefe del Estado. Tenéis a ello derecho. Creo, desde mi punto de vista, que se causa con ello un estrago al país; pero sé que ejercitaríais un derecho con el cortejo lamentable de tristes defecciones y contrastes vergonzosos en ciertos hombres y partidos, culminados en la inaudita actitud del Sr. Portela. Ahora bien, más que el estrago que se produce al país al destituir, en estos instantes, al Jefe del Estado, creo que causáis el de que la mayoría republicana de las segundas Cortes ordinarias de la República vulnere la Constitución y marque un procedimiento que es peligroso camino. Los golpes de Estado, las injusticias, las inician unos; pero no sabemos quiénes, en inevitables reacciones, las siguen, ni quiénes las acaban. Eso es lo que me preocupa; y por eso, señores, para no cansar más vuestra atención –a ello no tengo derecho-, yo os he de decir, con nuestra responsabilidad de republicanos, ya que no podamos –sabemos que es inútil, conocemos lo que son las disciplinas políticas, aun en los problemas más trascendentales- invitaros a la reflexión y a pensar en el grave, en el trascendental y quizá peligrosísimo paso que dais, para el régimen, sólo os quiero decir que nosotros, como republicanos, no nos implicamos en él, que lo reputamos en su fondo y en su forma nulo e inválido; salvamos nuestra responsabilidad histórica, dejamos a cada uno la suya y ni con nuestra presencia, siquiera sea modestísima en el número, participamos en lo que quizá el historiador de mañana pueda calificar diciendo: “Las segundas Cortes de la República inauguran su mandato con un golpe de Estado.” Dios quiera, republicanos, que ello no perjudique grave e irremediablemente al régimen que tanto amamos. |

Tras su intervención del 7 de abril en la que rompe todas las lanzas en favor de Niceto Alcalá-Zamora frente al avance de su enemigo político dentro del gobierno, unos días después, ya destituido Niceto Alcalá-Zamora, Federico Fernández de Castillejo se abstiene de dar su voto de confianza al nuevo Gobierno, siendo en ese momento el presidente interino de la República Española su amigo Diego Martínez Barrio, y siendo Manuel Azaña, presidente del Consejo de Ministros. Es decir, condena el caos imperante que siguió a la destitución de Niceto Alcalá-Zamora, pero cree que votar en contra del Frente Popular pondría en riesgo a la República. Sin duda hay grandeza en el gesto y es la prueba fehaciente de que su republicanismo estaba por encima de sus intereses partidarios. Fernández de Castillejo decide no votar en contra (pero tampoco a favor) de quienes destituyeron a Alcalá-Zamora: hay ahí una dimensión moral, una coherencia republicana sostenida contra viento y marea.
En la sesión del jueves 16 de abril de 1936 en que el diputado Antonio González López de Federación Republicana Gallega plantea un voto de confianza al Gobierno que sería aprobado por 196 votos a favor, 78 en contra y una abstención, Fernández de Castillejo procede a explicar la actitud del grupo republicano progresista con respecto a la proposición de confianza. Se trata de un alegato que es paradigma de concordia, honestidad y lucidez, así como de lealtad a la República y a los valores democráticos que la rigen. El discurso de Fernández de Castillejo nos da, además, una idea de la confusión y caos reinantes en el país en aquellos tiempos inciertos, como puede leerse en estos extractos:
| DISCURSO COMPLETO (texto desplegable ->): En dos palabras – no es momento de discurso ni hay por qué hacerlo- hemos de explicar los fundamentos de nuestro voto que ha sido de abstención. No hemos votado en contra de la proposición porque, como republicanos que somos ante todo y sobre todo, sea cualquiera nuestra posición frente a los Gobiernos de la República, en un momento de gravedad por todos reconocida, en que el régimen está acechado no sé si por derechas o por izquierdas, quizá por derechas y por izquierdas y por ataques de unos e inhibiciones punibles de otros, no hemos querido oponer un voto de desconfianza al Gobierno, que necesita en estos instantes, pero para decidirse a emplearla, que es su deber, toda la autoridad; pero tampoco hemos querido sumar nuestro voto positivo o poner un sí a la proposición de confianza, porque no hemos de ocultar – y brevísimamente pero con sinceridad y lealtad lo hemos de decir- que si al programa del Gobierno, expresado en el discurso pronunciado por el Sr. presidente del Consejo no teníamos que poner casi un reparo, ni nos interesa obstaculizarlo; ni queremos que en nuestros actos se vea jamás un propósito, que aquí parece ser siempre una sombra, un fantasma, de romper el Frente Popular; al contrario, decimos que es de interés que se mantenga ese Frente para realizar ese programa, porque el programa, aparte discrepancias doctrinales que nosotros podamos sustentar, es una necesidad de la República y es también una necesidad que lo ejecuten las fuerzas de izquierda, porque no habría cosa peor que, o que se frustrara el programa, o que le desviaran en sus realizaciones legislativas esenciales los partidos que no mantienen esa ideología; pero junto al programa y a las palabras tienen que estar los actos del Gobierno; y ahí están, censurándole con más fuerza que todos los discursos, los hechos indubitables y trágicos de la situación de nuestro país, no sólo en guerra civil de corazones, como aquí se observa en la Cámara, sino en guerra civil material, ametrallándose los españoles unos a otros, atacándose y atropellándose todos los derechos, aun los básicos humanos de los ciudadanos; y frente a este estado de España no cabe la inculpación, de un sector a otro diciendo que de ahí parten las agresiones, ni cabe discriminar filosóficamente sobre sus remotas causas contemplando pasivamente el desorden, sino aplicar el remedio, partan de donde partan y vayan adonde vayan esas agresiones al derecho, porque es el primer punto de todo programa de Gobierno e inexcusable deber garantizar la vida y los derechos de los ciudadanos. El Gobierno tiene muchas misiones que cumplir que fueron bandera electoral del Frente Popular, pero tiene primero la misión, inexcusable para ser Gobierno, y sin cumplirla deja de ser tal, de mantener los derechos ciudadanos que estén en las leyes vigentes de la República o en las que después se dicten, y como el hecho es –no nos engañemos, señores- que en España no se puede vivir con tranquilidad ni ejercer sus derechos los españoles, que acechan por todas partes el crimen y el atropello, nosotros a un Gobierno que mantiene, siquiera sea un instante, esa situación sin acudir a los remedios normales o a los extraordinarios o heroicos necesarios; que no vibra para ir a cortar el mal para ir a defender al ciudadano dondequiera que se vea amenazado y atropellado, prescindiendo de toda otra consideración política, no podemos nosotros, republicanos y españoles, darle un voto de confianza. (...) Termino, Sr. Presidente, rogándole permita que una aportación de relatos fehacientes de la situación anárquica de España, apreciada solamente en nuestra provincia de Córdoba, ya que no la podamos glosar hoy y destacar responsabilidades por premura de tiempo, sea incorporada al Diario de Sesiones. Que vean los Diputados y el Gobierno si así puede vivir un pueblo. Sólo me resta exhortar a todos para que piensen, como nosotros, no en el Gobierno, sino en España y en la República, que está en grave trance ante deserciones evidentes del deber. |

## Exilio
Al estallar la guerra civil, perseguido y amenazado de muerte, encuentra asilo en el torpedero argentino Tucumán, logrando embarcar en Alicante junto a su esposa y sus tres hijos, José Luis Castillejo, Federico y María, en el que sería el quinto viaje de evacuación de refugiados del Tucumán, que zarpó el día 13 de febrero de 1937 en dirección a Marsella. Tras instalarse en París durante un tiempo, Fernández de Castillejo se embarca en Cherburgo en el vapor Alcántara el 29 de diciembre de 1937, su familia lo hará en Lisboa, arribando a Buenos Aires el 16 de enero de 1938. Su llegada no pasa desapercibida para la prensa porteña y de ella dieron cuenta los principales diarios argentinos de la época. Fernández de Castillejo llega a Argentina contratado por el gobierno de la Provincia de Buenos Aires como ingeniero geógrafo, título del que se había graduado en la academia de artillería, para los trabajos de levantamiento de los planos catastrales de dicha provincia. Asimismo, avalado por sus conocimientos sobre topografía, hidrografía y desarrollo y reforma agraria, y por su autoría de varios tratados sobre las condiciones geológicas de las costas españolas, sobre la cuenca del Llobregat y de un extenso estudio sobra la reforma agraria, Fernández de Castillejo colaboró junto al ingeniero Eugenio Richard, en el proyecto de navegación del río Santa Cruz, en su estudio técnico de navegabilidad y en el posterior análisis comercial y subsiguiente proyecto de mejora de los rendimientos agrícolas en las fincas ribereñas.
Asimismo, Castillejo se desempeñó como abogado de los accionistas de la CHADOPyF (Compañía Hispano Argentina de Obras Públicas y Finanzas), popularmente conocida como Metro Español de Buenos Aires, y ostentó, entre otros, el cargo de director general de la editorial CLYDOC, destacando su correspondencia con Bernardo Canal Feijóo. En Argentina publicará seis obras, la primera de ellas, “Heroísmo criollo: la marina argentina en el drama español”, junto a la abogada, política y sufragista española Clara Campoamor, seguida de “La epopeya del nuevo mundo”, “El amor en la conquista: Malitzin”, “Andalucía: lo andaluz, lo flamenco y lo gitano”, “La ilusión en la conquista: génesis de los mitos y leyendas americanos” y “Rodrigo de Triana (Historia novelada del primer descubridor de América)”, que lo consagrarán como experto andalucista y americanista de reconocido prestigio, a las que se añaden otras inéditas como “El enigma de Cristóbal Colón” o “El Hijo del Sol”.
En Buenos Aires, Castillejo participó activamente en la Asociación Patriótica Española, donde dictó conferencias y donde, además, formó parte del claustro del Curso de Literatura, Historia y Arte Españoles en 1943, junto a otros intelectuales como Manuel de Góngora y Ayustante, Alberto Insúa, Arturo Berenguer Carisomo, Pilar de Lusarreta, Pedro Massa y Clara Campoamor, y al año siguiente, del de Historia de la Civilización Hispánica y de Literatura Española, con casi el mismo claustro, menos Massa y Lusarreta, pero con la incorporación del historiador Vicente Sierra, a efectos de equilibrar siempre el profesorado español y argentino. En 1945, Castillejo participa de nuevo en otro ciclo de conferencias sobre Literatura e Historia Españolas en el siglo XVII organizadas en homenaje a Francisco de Quevedo y Villegas con ocasión del tercer centenario de su muerte, en el que participan también de nuevo Campoamor, Góngora y Berenguer Carisomo.
Profesor y colaborador habitual del Liceo de España, entidad presidida por el diplomático argentino José María Cantilo y cuyo director-gerente y verdadero impulsor y alma mater fue Antonio Manzanera, Fernández de Castillejo participó, entre otros actos, en el ciclo de conferencias radiadas que se inició en agosto de 1940, junto a otros intelectuales españoles exiliados como Vicente Sánchez Ocaña, Álvaro de las Casas, Ramón Gómez de la Serna y Clara Campoamor. Asimismo, Castillejo fue uno de los principales contribuidores de algunos de los ciclos de conferencias organizadas y radiadas por La Voz de España, popular programa radiofónico dirigido por Manzanera.
Además, en el seno de dicho programa, Castillejo estuvo a la cabeza de la sección Cartas a un Oyente en el que pronunció una serie de charlas emitidas a diario y lanzadas al éter por L.R. 10 Radio Cultura. El erudito cordobés desempeñó un papel destacado en el seno del Liceo de España, representándolo en ocasiones y erigiéndose a menudo en su acreditado portavoz, así como en calificado embajador de la emisión “La Voz de España”, como se puso de manifiesto en repetidas ocasiones, como con ocasión del discurso pronunciado en el homenaje ofrecido a Antonio Manzanera en abril de 1941. Por otra parte, entre otras publicaciones científicas y culturales argentinas, destacó la colaboración de Castillejo en el Diario Español.
El 2 de mayo de 1944, Castillejo colabora junto a Clara Campoamor en la Asociación Patriótica Española de Buenos Aires en los actos de Conmemoración del 2 de mayo y en el homenaje a Jovellanos, en los que ambos oradores intervienen. Asimismo, durante aquellos años, Castillejo imparte conferencias en instituciones faro de la vida cultural argentina, como el Ateneo-Iberoamericano, en el que impartió una conferencia sobre La España del Romántico Siglo XIX y su poeta Don José María de Espronceda el 9 de octubre de 1942. Castillejo fue también un asiduo colaborador de El Hogar Español, en Buenos Aires, institución en la que participó en numerosos actos y efemérides e impartió diversas conferencias como “Algunos aspectos del alma andaluza” en 1942 o “Malintzin o el amor en la conquista” en 1943.

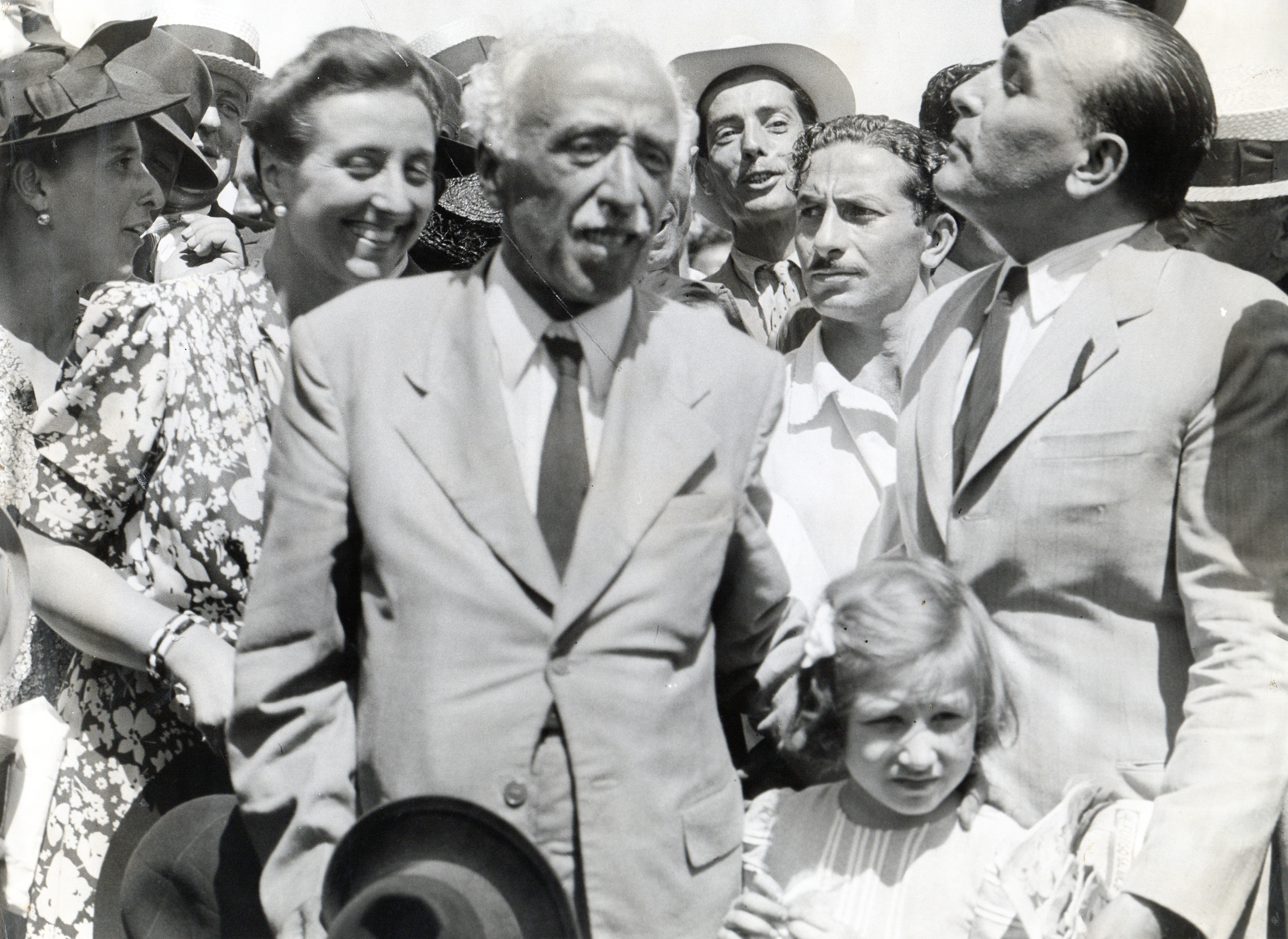
Federico Fernández de Castillejo junto a su hija María Fernández de Castillejo Taviel de Andrade recibe a Niceto Alcalá-Zamora que aparece junto a sus hijas Pura e Isabel Alcalá-Zamora en la dársena C del Puerto de Buenos Aires, Argentina, tras su desembarco del buque Herma Gorthon.

Durante su exilio en el País del Plata, Castillejo perteneció al círculo íntimo de Niceto Alcalá-Zamora, al que estaba esperando a su llegada en el puerto de Buenos Aires el 28 de enero de 1942, y en cuyo último homenaje en vida en el Hotel Español de Buenos Aires estuvo presente, entre un reducido grupo de leales entre los que se encontraba también Clara Campoamor, Leandro Pita Romero, Alicio Garcitoral, Raimundo Díaz Alejo, Julián Moreno y Guillermo Cabanellas. Entre su círculo de allegados se cuenta también su gran amigo de la infancia, José Ortega y Gasset y el historiador y sociólogo argentino Enrique de Gandía, que prologa su obra “Andalucía: lo andaluz, lo flamenco y lo gitano” -cuyas ilustraciones corrieron a cargo de Lola de Lusarreta- y que no duda en elogiar también “La Epopeya del Nuevo Mundo”, además de Arturo Berenguer Carisomo, Ramón Gómez de la Serna o Manuel de Góngora y Ayustante. Durante su exilio porteño, Castillejo frecuentará asimismo a los también andaluces Francisco Ayala y Manuel de Falla, así como a otras personalidades de la vida cultural argentina como el andalucista Enrique Larreta o Victoria Ocampo, entre otros, y compartió vecindario en el edificio de la calle Corrientes 1296 con su amiga y colaboradora Clara Campoamor.

## Retorno del exilio y muerte
Tras acogerse a la amnistía de 1945, Federico Fernández de Castillejo y su familia regresan a España vía Lisboa a principios de 1946 en el trasatlántico Cabo de Buena Esperanza. Tras pasar un tiempo en Andalucía, se instalan definitivamente en Madrid, donde Castillejo residirá hasta su muerte, acaecida el 26 de septiembre de 1980. Sus restos reposan en el Cementerio Civil en una parcela y sepulcro que fueron obsequio de Enrique Tierno Galván, el primer alcalde de Madrid de la democracia.

## Obras
La Reforma Agraria, Proyecto de Ley de Bases, Tipografía Moderna, Sevilla, 1931
Heroísmo criollo: la marina argentina en el drama español, Talleres Gráficos Fanetti & Gasperini, Buenos Aires, 1939
La epopeya del nuevo mundo, Talleres Gráficos Fanetti & Gasperini, Buenos Aires, 1942
El amor en la conquista: Malitzin, Emecé, Buenos Aires, 1943
Andalucía: lo andaluz, lo flamenco y lo gitano, editorial Clydoc, Buenos Aires, 1944
La ilusión en la conquista: génesis de los mitos y leyendas americanos, ediciones Atalaya, Buenos Aires, 1945
Rodrigo de Triana (Historia novelada del primer descubridor de América), editorial Clydoc, Buenos Aires, 1945.